# Yelawolf
Michael Wayne (født 30. december 1979), bedre kendt under sit kunstnernavn Yelawolf, er en amerikansk rapper. Han har haft kontrakt med en del pladeselskaber, og har både udgivet singler og ep'er. I 2011 skrev han kontrakt med Shady Records og udgav sit debutalbum Radioactive.

## Biografi
Yelawolf blev født som Michael Wayne den 30. december 1979 i Gadsden, Alabama, USA. Hans mor var kun 15 år, da hun fødte ham.

## Diskografi

### Albums
- Creek Water (2005) – Selvfinansierede
- Radioactive (2011) – Ghet-O-Vision, DGC Records, Shady Records og Interscope Records
- Love Story (2015) – Slumerican, Shady Records, Interscope Records
- Trial By Fire (2017) -
- Trunk Muzik 3 (2019) -
- Ghettocowboy (2019) - Slumerican

### EP's
- Arena Rap (2008) – Redd Klay Records og Ghet-O-Vision

### Mixtapes
- Ball of Flames: The Ballad of Slick Rick E. Bobby (2008)
- Stereo (2008)
- Trunk Muzik (2010) – Ghet-O-Vision
- Trunk Muzik 0-60 (2010) – Ghet-O-Vision, DGC Records og Interscope Records

### Singler
- Pop the Trunk (2010)
- I Just Wanna Party (feat. Gucci Mane) (2010)
- Daddy's Lambo (2011)
- Hard White (Up in the Club) (feat. Lil Jon) (2011)
- Let's Roll (feat. Kid Rock) (2011)
- Box Chevy V (2014)
- Honey Brown (2014)
- Till It's Gone (2014)
- Whiskey In A Bottle (2015)